# Grzybno (powiat sławieński)
Grzybno (kaszb. Grzëbno) – osada leśna w Polsce położona w województwie zachodniopomorskim, w powiecie sławieńskim, w gminie Sławno przy drodze wojewódzkiej nr 205.
W latach 1975–1998 miejscowość administracyjnie należała do województwa słupskiego.